# Buhlaii, Stara Sîneava
Buhlaii (în ucraineană Буглаї) este un sat în comuna Siomakî din raionul Stara Sîneava, regiunea Hmelnîțkîi, Ucraina.

## Demografie
Componența lingvistică a localității Buhlaii
     Ucraineană (98,49%)
     Rusă (1,51%)
Conform recensământului din 2001, majoritatea populației localității Buhlaii era vorbitoare de ucraineană (98,49%), existând în minoritate și vorbitori de rusă (1,51%).